# Cylindrocline commersonii
Cylindrocline commersonii là một loài thực vật có hoa thuộc họ Asteraceae.
Nó chỉ được tìm thấy ở Mauritius.
Môi trường sống tự nhiên của nó là các khu rừng khô nhiệt đới hoặc cận nhiệt đới.

## Hình ảnh

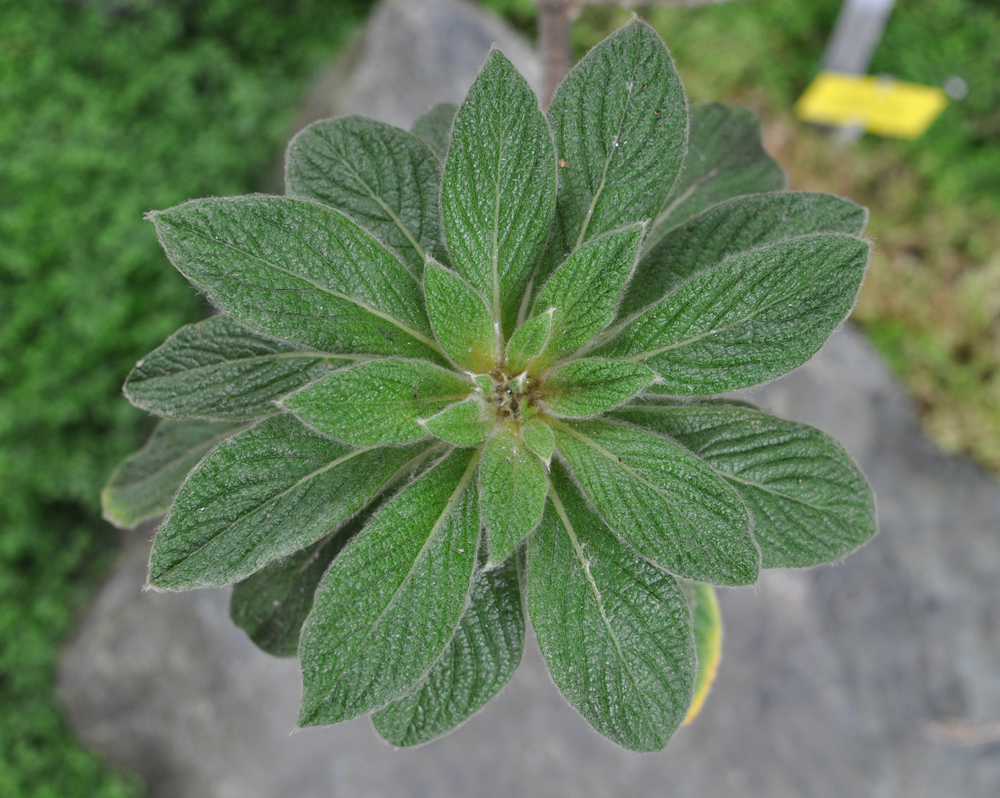